# David Paravjan
David Arturovič Paravjan (in russo Давид Артурович Паравян?; Mosca, 8 marzo 1998) è uno scacchista russo, Grande Maestro.

## Biografia
Ottenne il titolo di Grande Maestro in ottobre 2017, all'età di 19 anni.
Nel 2015 si classificò secondo nel Campionato di Mosca, dietro a Jurij Eliseev.
Nel Memorial Chigorin del 2017 si classificò 1º-4º (2º per lo spareggio Buholz) assieme a Kirill Alekseenko (1º per il Buholz), S.P. Sethuraman e Aleksej Sarana.
In novembre 2017 ha vinto a Tbilisi con 8 /9 la "Nona Gaprindashvili Cup".
In febbraio 2018 ha vinto con 8,5 /9 il "Moscow Open-2018".
In gennaio 2020 ha vinto il Gibraltar Chess Festival, sconfiggendo agli spareggi rapid Wang Hao.
Ha ottenuto il proprio record Elo nella lista FIDE di marzo 2020, con 2653 punti.